# Джаки Уолтън
Джаки Уолтън (на английски: Jacquie Walton) е английска писателка на бестселъри в жанра любовен роман и трилър. Пише под псевдонима Максин Бари (на английски: Maxine Barry), Джойс Като (на английски: Joyce Cato) и Фейт Мартин (на английски: Faith Martin).

## Биография и творчество
Джаки Уолтън е родена в Оксфорд, Оксфордшър, Англия.
След гимназията работи като секретарка. На 20 години пише първия си любовен роман „Stolen Fire“ под псевдонима Максин Бари. Тя избира този и другите си псевдоними като комбинация от имената на своите роднини.
В началото на XXI век започва да пише криминални романи. През 2004 г. излиза първият ѝ трилър „A Narrow Escape“ от популярната ѝ поредицата „Хилари Грийн“ под псевдонима Фейт Мартин. Главен герой е криминалният инспектор Хилари Грийн от полицията в долината на Темза, в Оксфордшър, Англия.
През 2010 г. започва да издава друга серия криминални романи „Джени Старлинг“ под псевдонима Джойс Като.
Джаки Уолтън живее със семейството си в района на Котсуолдс.

## Произведения

### Като Максин Бари

#### Самостоятелни романи
- Stolen Fire (1993)
- Огън и лед, Fire and Ice (1996)
- Карибски нощи, Caribbean Flame (1996)
- Златната паяжина, The Jewelled Web (1996)
- The Rogue and The Lady (1997)
- Destinies (1997)
- Resolutions (1997)
- Съкровена тайна, Dear Enemy (1997)
- Dark Desire (1998)
- Moth to the Flame (1999)
- The Windrush Affairs (2001)
- Altered Images (2001)
- Melting the Iceman (2001)
- Imposters in Paradise (2002)
- The Lying Game (2006)
- Heart of Fire (2006)
- Hidden Rainbows (2006)
- Island Daze (2008)
- River Deep (2009)
- His Last Gamble (2012)
- A Matter of Trust (2012)

### Като Фейт Мартин

#### Серия „Хилари Грийн“ (Hillary Greene)
1. A Narrow Escape (2004)
2. On the Straight and Narrow (2005)
3. Narrow Is the Way (2006)
4. By a Narrow Majority (2006)
5. Through a Narrow Door (2007)
6. With a Narrow Blade (2007)
7. Beside a Narrow Stream (2008)
8. Down a Narrow Path (2008)
9. Across the Narrow Blue Line (2009)
10. A Narrow Point of View (2010)
11. A Narrow Exit (2011)
12. A Narrow Return (2012)
13. A Narrow Margin of Error (2013)
14. Walk a Narrow Mile (2013)

### Като Джойс Като

#### Серия „Джени Старлинг“ (Jenny Starling)
1. Birthdays Can Be Murder (2010)
2. A Fatal Fall of Snow (2011)
3. Dying for a Cruise (2012)
4. The Invisible Murder (2012)
5. Deadly Stuff (2014)